# Австрия на летних Олимпийских играх 1972
Австрия принимала участие в Летних Олимпийских играх 1972 года в Мюнхене (ФРГ) в шестнадцатый раз за свою историю, и завоевала одну бронзовую и две серебряные медали. Сборная страны состояла из 111 спортсменов (97 мужчин, 14 женщин).

## Медалисты
| Медаль  | Спортсмен         | Вид спорта                  | Дисциплина                                 |
| ------- | ----------------- | --------------------------- | ------------------------------------------ |
| Серебро | Норберт Заттлер   | Гребля на байдарках и каноэ | Мужчины, байдарка-одиночка, гребной слалом |
| Бронза  | Илона Гузенбауэр  | Лёгкая атлетика             | Женщины, прыжки в высоту                   |
| Бронза  | Рудольф Доллингер | Стрельба                    | Мужчины, произвольный пистолет, 50 м       |

## Результаты соревнований

### Академическая гребля
В следующий раунд из каждого заезда проходили несколько лучших экипажей (в зависимости от дисциплины). В финал A выходили 6 сильнейших экипажей, ещё 6 экипажей, выбывших в полуфинале, распределяли места в финале B.
Мужчины
| Соревнование | Спортсмены                 | Предварительный заезд | Предварительный заезд | Предварительный заезд | Отборочный заезд | Отборочный заезд | Отборочный заезд | Полуфинал             | Полуфинал             | Полуфинал             | Финал                 | Финал                 | Итоговое место        |                       |
| Соревнование | Спортсмены                 | Заезд                 | Время                 | Место                 | Заезд            | Время            | Место            | Заезд                 | Время                 | Место                 | Время                 | Место                 | Итоговое место        |                       |
| ------------ | -------------------------- | --------------------- | --------------------- | --------------------- | ---------------- | ---------------- | ---------------- | --------------------- | --------------------- | --------------------- | --------------------- | --------------------- | --------------------- | --------------------- |
| двойки       | Ханс Фортмюллер Улли Вольф | 2                     | 7:38,53               | 5                     | 4                | 7:44,45          | 4                | завершили выступление | завершили выступление | завершили выступление | завершили выступление | завершили выступление | завершили выступление | завершили выступление |